# James Michael Clarke
James Michael Clarke (6 de octubre de 1874-29 de diciembre de 1929) fue un atleta británico que compitió en los Juegos Olímpicos de 1908 en Londres.
Clarke ganó la medalla de plata olímpica en el tira y afloja durante los Juegos Olímpicos de Londres 1908. Formó parte del equipo de la policía británica de Liverpool que llegó en segundo lugar en la competencia del tira y afloja. Ellos derrotaron a Suecia en las semifinales, pero cayó en la final al equipo de la Ciudad de Policía de Londres. Había cinco equipos que participaron, todas las medallas ganadas por el equipo británico.